# Ruthild Winkler
Ruthild Winkler-Oswatitsch (auch bekannt als Ruthild Oswatitsch Eigen, * 14. Mai 1941 in Göttingen) ist eine österreichische Biochemikerin, die am Max-Planck-Institut für biophysikalische Chemie arbeitete und als Koautorin dreier Bücher des Nobelpreisträgers Manfred Eigen hervortrat.

## Leben und Werk
Ruthild Winkler ist die älteste Tochter des österreichischen Physikers Klaus Oswatitsch, der zum Zeitpunkt ihrer Geburt am Aerodynamischen Forschungsinstitut der Universität Göttingen unter Ludwig Prandtl arbeitete, und seiner Frau Hedwig Oswatitsch-Klabinus. Nach dem Zweiten Weltkrieg zog die Familie nach Stockholm, wo ihr Vater als Forscher und Dozent am Königlichen Technik Institut tätig war. Ruthild Winkler wuchs in Stockholm auf.
1961 immatrikulierte sich Ruthild Winkler zum Studium der Chemie an der Technischen Universität Wien, wo sie 1969 mit einer Dissertation zum Thema „Schnelle Komplexreaktionen von Alkaliionen mit biologischen Membranträgern“ promovierte. Die experimentellen Arbeiten zu ihrer Dissertation führte sie am Max-Planck-Institut für physikalische Chemie in Göttingen bei Manfred Eigen durch.
Von 1971 ab war Ruthild Winkler als Wissenschaftlerin am Max-Planck-Institut in Göttingen in der Abteilung für Chemische Kinetik tätig, die von Manfred Eigen geleitet wurde. Ihr wissenschaftliches Interesse galt zunächst der Thematik von schnellen biochemischen Reaktionen. Danach beschäftigte sie sich mit theoretischen Studien zur molekularen Evolution und entwickelte Spielmodelle zur Darstellung der zugrundeliegenden chemischen Prozesse. In ihren folgenden Studien beschäftigte sie sich mit der vergleichenden Sequenzanalyse von Nukleinsäuren, um das Alter des genetischen Codes und den zeitlichen Verlauf der frühen Evolution des Lebens herauszufinden. In ihrem letzten Forschungsjahrzehnt etablierte sie erfolgreich industrielle Anwendungen im Bereich der evolutionären Biotechnologie.

## Bücher
1975 veröffentlichte Ruthild Winkler zusammen mit Manfred Eigen Das Spiel: Naturgesetze steuern den Zufall (ISBN 978-3-492-02151-7). 1987 veröffentlichten beide das Werk Stufen zum Leben. Die frühe Evolution im Visier der Molekularbiologie (ISBN 978-3-492-03169-1). 2013 veröffentlichte das Paar From Strange Simplicity to Complex Familiarity. A Treatise on Matter, Information, Life and Thought. (ISBN 978-0-19-857021-9)

## Persönliches
Ruthild Winkler heiratete Manfred Eigen in dessen zweiter Ehe zu einer Zeit, als beide bereits eine langjährige Forschungskooperation absolviert hatten.